# WrestleMania 25
Cet article concerne la 25ème édition du pay-per-view WrestleMania. Pour toutes les autres éditions, voir WWE WrestleMania.
La 25e édition de WrestleMania (stylisée 25th Anniversary of WrestleMania) est une manifestation de catch (lutte professionnelle) télédiffusée et visible uniquement en paiement à la séance. L'événement, produit par la World Wrestling Entertainment (WWE), a eu lieu le 5 avril 2009 au Reliant Stadium de la ville de Houston, au Texas. Chris Jericho, Mark Henry, Shawn Michaels, Kane, John Cena, Rey Mysterio, Randy Orton, Big Show, John "Bradshaw" Layfield, Montel Vontavious Porter, CM Punk, Edge, The Undertaker, Triple H, Jeff Hardy et R-Truth sont les vedettes de l'affiche officielle.
L'événement était le premier WrestleMania au Reliant Stadium mais, le second dans la métropole de Houston (après WrestleMania X-Seven au Reliant Astrodome en 2001)
Huit matchs, dont trois mettant en jeu les titres de la fédération, ont été programmés. Chacun d'entre eux est déterminé par des storylines rédigées par les scénaristes de la WWE ; soit par des rivalités survenues avant le pay-per-view, soit par des matchs de qualification en cas de rencontre pour un championnat.
L'événement à mis a mis en vedette des lutteurs des divisions Raw et SmackDown, créées en 2002 lors de la séparation du personnel de la WWE en deux promotions distinctes et des lutteurs de la division ECW, arrivé en 2006 comme troisième division.
Le main event de la soirée est un match simple pour le championnat de la WWE opposant le Triple H à, Randy Orton. La rencontre pour le championnat du monde poids-lourd est un Triple Threat Match opposant Edge, John Cena et le Big Show. Shawn Michaels et l'Undertaker, invaincue à WrestleMania depuis l’édition 1991, s'affronte dans un match simple. Enfin, les deux anciens Hardy Boyz, Jeff et Matt, s'affrontent dans un Extreme Rules Match.
72 744 personnes ont réservé leur place pour assister au spectacle, tandis que 960 000 personnes ont suivi les rencontres en paiement à la séance, ou pay-per-view.

## Production

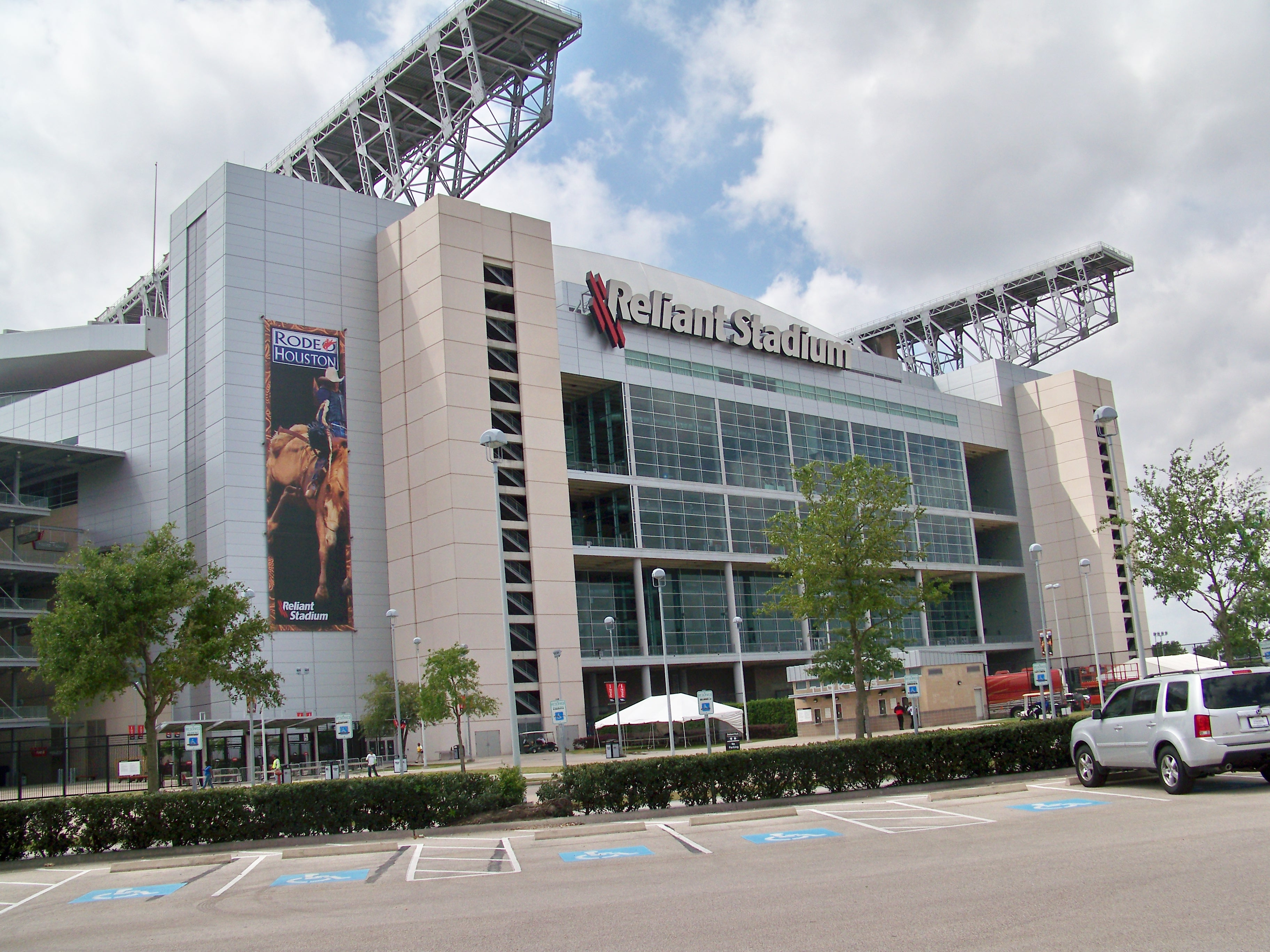
Le Reliant Stadium de Houston où WrestleMania XXV s'est déroulé.

Lors de WrestleMania XXIV en mars 2008, on apprend que Wrestlemania XXV se déroulera à Houston au Texas pour la deuxième fois, la première étant WrestleMania X-Seven en 2001. La WWE décidera de promouvoir l'événement avec le slogan Everything Is Bigger in Texas, Especially WrestleMania, mais la WWE décidera en fin d'année 2008, de promouvoir l'événement principalement avec un autre slogan : The 25th Anniversary of WrestleMania.
Les billets pour WrestleMania XXV ont été initialement prévus d'être vendus à partir du 20 septembre 2008 mais la vente a dû être reportée par souci pour les résidents à proximité du golfe du Mexique en raison de l'ouragan Ike et la déclaration de zone sinistrée par le gouverneur du Texas, Rick Perry. Finalement les billets seront mis en ventes à partir du 8 novembre 2008.

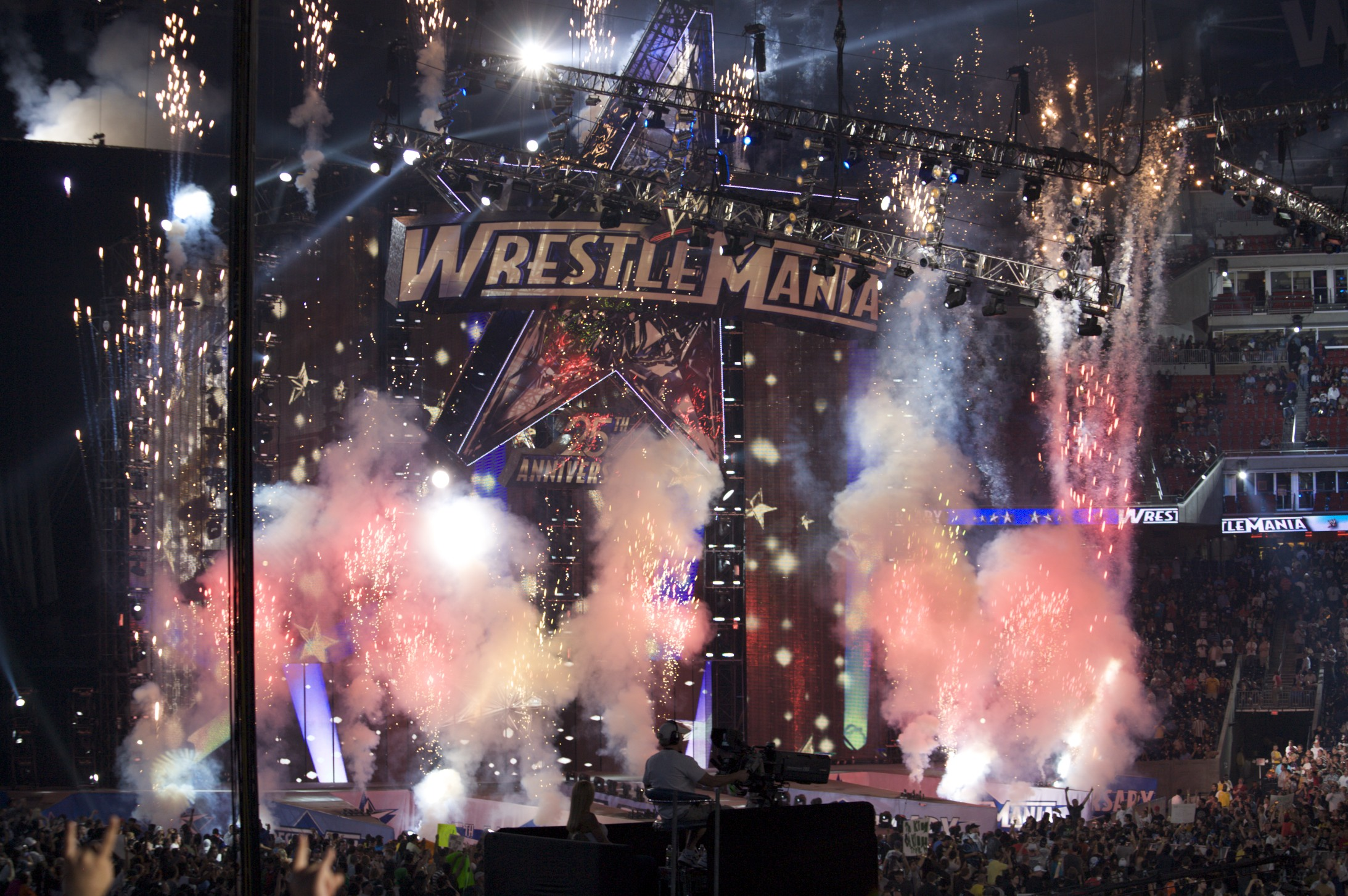
Une affluence record de 72 744 spectateurs.

Les thèmes musicaux de la soirée était Shoot to Thrill et War Machine d'AC/DC, du même groupe et So Hott de Kid Rock.

## Contexte
Les spectacles de la World Wrestling Entertainment en paiement à la séance sont constitués de matchs aux résultats prédéterminés par les scénaristes de la WWE. Ces rencontres sont justifiées par des storylines  — une rivalité avec un catcheur, la plupart du temps — ou par des qualifications survenues dans les émissions de la WWE telles que Raw, SmackDown et ECW. Tous les catcheurs possèdent un gimmick, c'est-à-dire qu'ils incarnent un personnage gentil ou méchant, qui évolue au fil des rencontres. Un pay-per-view comme WrestleMania est donc un événement tournant pour les différentes storylines en cours.

### Triple H contre Randy Orton

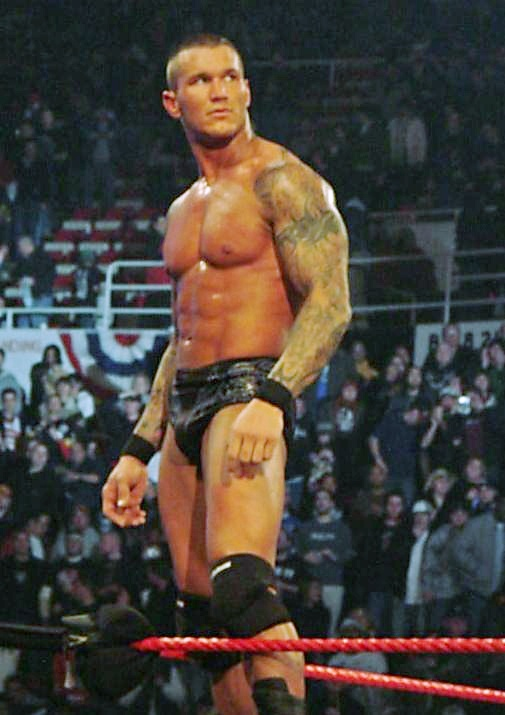
Randy Orton après sa victoire au Royal Rumble 2009.

Au Royal Rumble 2009 (pay-per-view se déroulant en janvier), Randy Orton remporte le Royal Rumble Match, obtenant ainsi le droit de choisir un match pour le Championnat du monde de son choix (Championnat du monde poids lourds, Championnat de la WWE ou Championnat de la ECW) à WrestleMania.
Début 2009, Orton et ses partenaires de The Legacy, Cody Rhodes et Ted DiBiase, commencèrent une guerre avec la famille McMahon. Au fil des shows, Randy Orton porta son Punt Kick à Vince McMahon, puis à son fils Shane McMahon. Par la suite, il s'en prit à de multiples reprises à Triple H, le gendre de Vince McMahon, ainsi qu'à sa femme Stéphanie McMahon, à qui il porta un RKO. Officiellement, Vince et Shane étaient tous deux dans un grave état à l'hôpital.
Le 2 mars à RAW, Randy Orton annonce qu'il a choisi d'affronter le Champion du monde poids lourds, alors qu'Edge devait défendre son titre le soir même face à John Cena. Cependant, Triple H fait son apparition et convainc Orton de l'affronter à WrestleMania pour le Championnat de la WWE (qu'il a obtenu à No Way Out 2009 lors de l'Elimination Chamber). Par la suite, Triple H affrontera à plusieurs reprises la Legacy.

### Edge contre John Cena contre Big Show

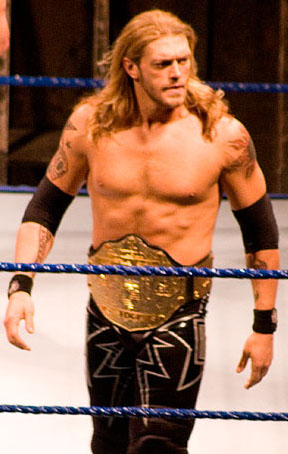
Edge, le World Heavyweight Champion.

Après le main event du 2 mars à RAW, dans lequel Edge perd par disqualification et conserve son titre face à John Cena, la General Manager de SmackDown Vickie Guerrero annonce qu'Edge défendra son titre de Champion du monde poids lourds contre Big Show à WrestleMania alors que John Cena, l'ancien champion, était le challenger numéro 1.
Cependant, alors que Edge et Big Show allaient signer leur contrat pour le match de WrestleMania, John Cena est intervenu, a agressé les deux catcheurs et a murmuré quelque chose à l'oreille de Vickie Guerrero. Lors du RAW du 9 mars, Vickie annonce à la surprise générale que le match de championnat sera un match à trois et que John Cena y participera avec eux.
Cena révéla ensuite qu'il avait gagné sa participation en menaçant à Vickie de dévoiler une vidéo dans laquelle elle embrassait le Big Show, vidéo qui fut finalement révélée à Edge et au public.

### Undertaker contre Shawn Michaels
Le 16 février à RAW, Shawn Michaels annonce qu'il affrontera JBL dans un match qui déterminera qui affrontera The Undertaker (invaincu à WrestleMania après seize participations) à WrestleMania XXV, pour tenter de mettre fin à son invincibilité. Parallèlement, Vickie Guerrero annonce que c'est Vladimir Kozlov qui affrontera Undertaker. Le 23 février, Shawn Michaels bat JBL et bat ensuite Kozlov la semaine suivante (c'était la première défaite en un contre un de Kozlov depuis son arrivée à la WWE huit mois plus tôt), gagnant le droit d'affronter Undertaker à WrestleMania. Les semaines suivantes, les deux futurs adversaires se défient à plusieurs reprises sans s'affronter réellement.

### Money In The Bank

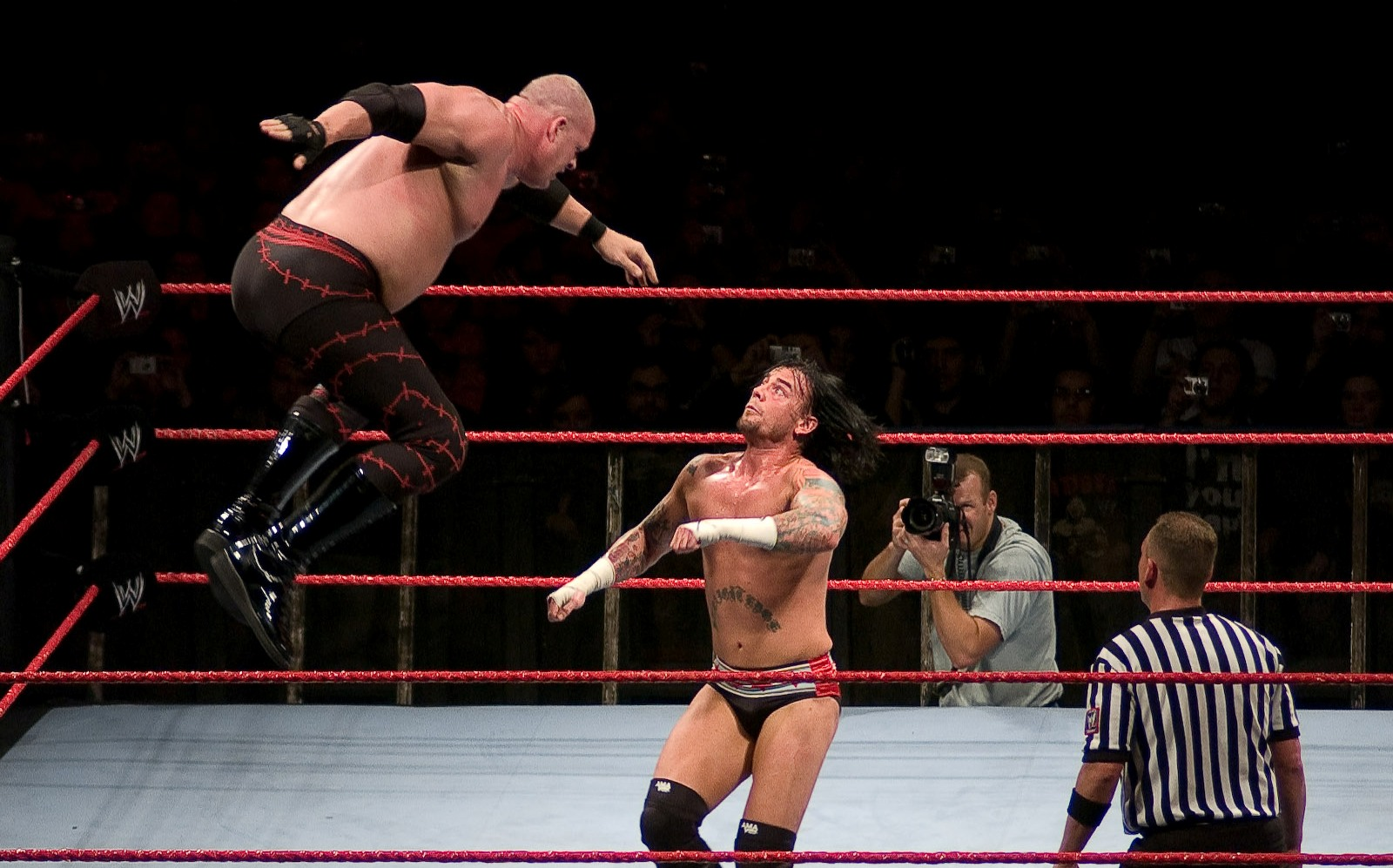
Kane et CM Punk, deux des qualifiés pour le Money In The Bank.

La cinquième édition du Money In The Bank Ladder Match a eu lieu à WrestleMania. Voici les matchs de qualification pour ce match à huit :
- CM Punk déf. Johnny Morrison et The Miz dans un Triple Threat Match, le 26 février à RAW.
- Kane déf. Mike Knox et Rey Mysterio dans un Triple Threat Match, le 2 mars à RAW.
- Mark Henry déf. Santino Marella, le 3 mars à la ECW.
- MVP déf. Matt Hardy, le 6 mars à SmackDown.
- Shelton Benjamin déf. Jeff Hardy par disqualification, le 6 mars à SmackDown, à la suite de l'intervention de Matt Hardy.
- Kofi Kingston déf. Chris Jericho le 9 mars à RAW, à la suite de l'apparition de Ric Flair qui a distrait Jericho.
- Christian remporte une bataille royale le 10 mars à la ECW.
- Finlay déf. The Brian Kendrick le 13 mars à SmackDown.

Par la suite, les huit qualifiés s'affronteront deux fois par équipes de quatre, puis dans une bataille royale dont Kane sortira vainqueur.

### Matt Hardy contre Jeff Hardy

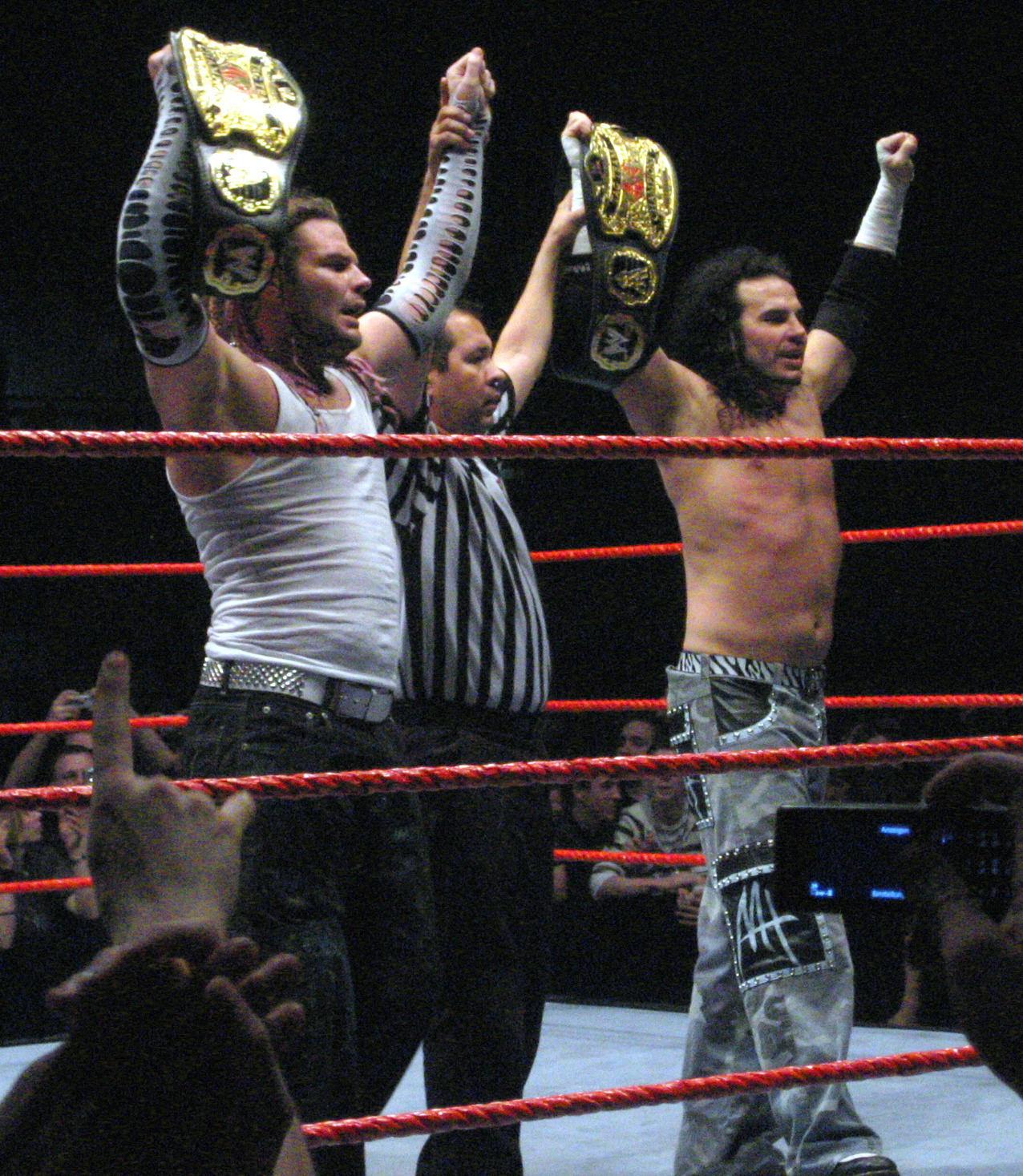
Les Hardy Boyz.

À la suite de la trahison de Matt Hardy au Royal Rumble 2009 où il fit perdre à son frère Jeff Hardy le Championnat de la WWE au profit de Edge, Matt perd contre MVP et ne parvient donc pas à se qualifier pour le Money in The Bank. Alors que dans la même soirée, Jeff Hardy affronte Shelton Benjamin pour participer à ce même match, il intervient en frappant Shelton Benjamin, le faisant gagner par disqualification.
Une semaine plus tard, Matt Hardy annonce qu'il est le responsable de certains accidents survenus à Jeff, notamment son accident de voiture et l'incendie de sa maison qui a provoqué la mort de son chien. Après cette dernière révélation, Jeff, qui jusque-là s'était refusé à attaquer son frère, lui sauta dessus. Plus tard le même soir, la WWE annonce officiellement un match entre Matt Hardy et Jeff Hardy à WrestleMania XXV dans un Brother vs Brother Extreme Rules Match.

### The Colóns contre John Morrison et The Miz

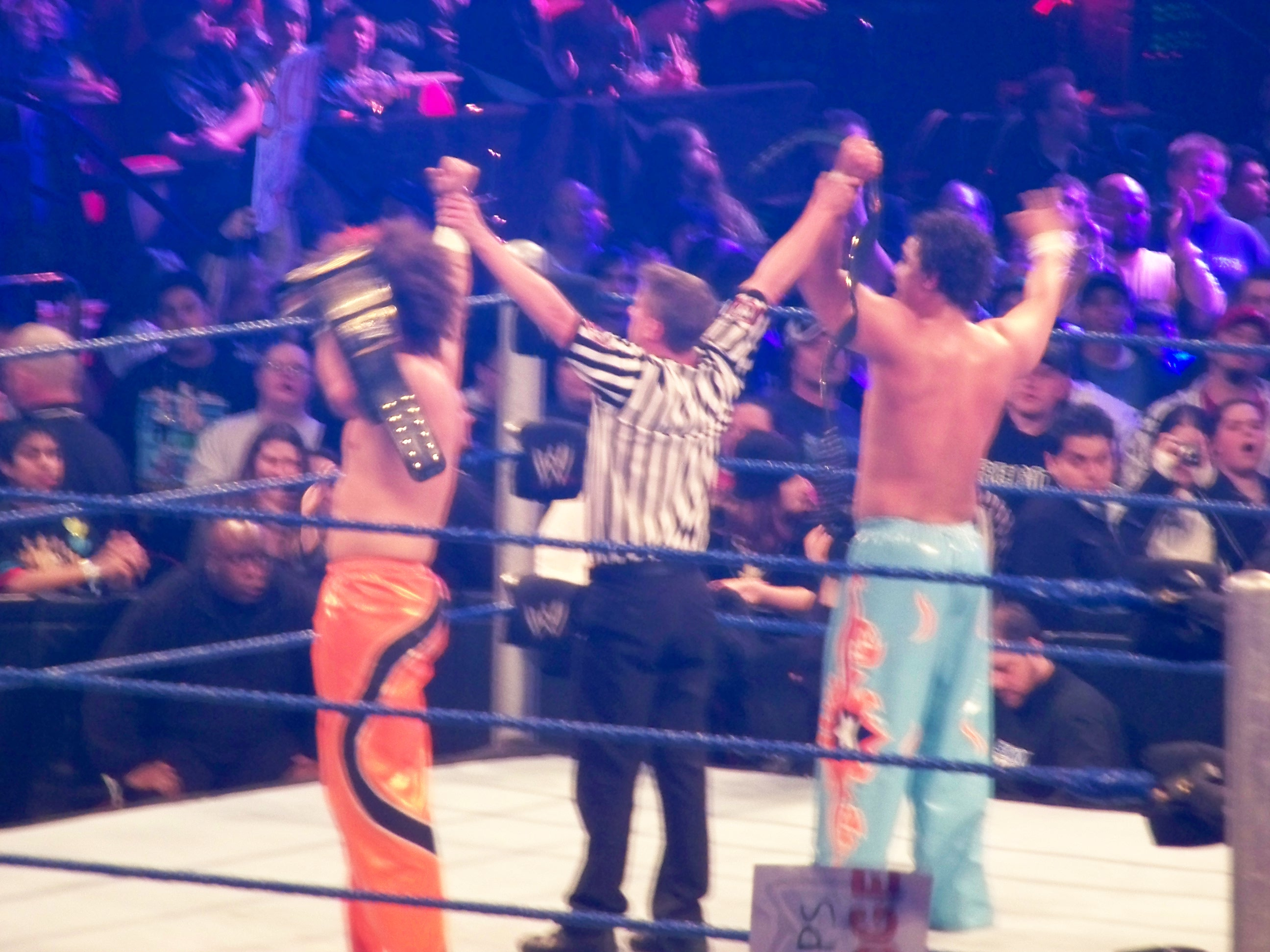
Carlito et Primo, les WWE Tag Team Champions.

Le 23 janvier à SmackDown, les Champions par équipe de la WWE Primo et Carlito battent les Champions du monde par équipe Johnny Morrison et The Miz dans un match sans titre. À la suite de leur défaite, Miz et Morrison harcelèrent les frères Colón dans leur show sur internet, le Dirt Sheet. Ils entreprirent ensuite de voler les deux petites amies des Colón, les Bella Twins. Les deux équipes se sont battues à nouveau le 13 février à SmackDown, avec comme récompense pour les gagnants les sœurs Bella qui les accompagneraient. Miz et Morrison remportèrent ce match et repartirent avec les divas.
Les deux équipes s'affrontèrent ensuite à plusieurs reprises, d'abord juste pour les Bella Twins, puis pour leurs titres, avec d'abord un match pour les titres d'une des équipes puis un match pour les titres de l'autre. Ces matchs se soldèrent toujours par une défaite des challengers. Par ailleurs, Nikki préférait Miz et Morrison tandis que Brie préférait les Colon. Le 17 mars à la ECW, la WWE annonce officiellement que les titres par équipe des deux équipes seront unifiés à WrestleMania à la suite d'un match pour devenir les Champions unifiés par équipe.

### Chris Jericho contre Ricky Steamboat, Jimmy Snuka et Roddy Piper managés par Ric Flair
Aux Screen Actors Guild Awards, l'acteur Mickey Rourke, qui joue le personnage principal du film The Wrestler, a annoncé qu'il irait à WrestleMania pour affronter Chris Jericho. Le 28 janvier, le porte-parole de Rourke a démenti l'information, précisant qu'il serait présent non pas en tant que catcheur mais en tant qu'invité.
Par la suite, Jericho annonce qu'il ne supporte plus les anciennes légendes du catch (notamment les Hall of Famer) qui rêvent toujours de leur gloire passée, et refusent de se retirer définitivement. Il agresse un certain nombre de légendes, notamment Roddy Piper, Ricky Steamboat et Jimmy Snuka. Plus tard, alors que Jericho combat Kofi Kingston pour se qualifier pour le Money in the Bank, Ric Flair apparait, ce qui distrait Chris Jericho et qui permet à Kingston de gagner le match.
La WWE annonce ensuite officiellement un match handicap entre Chris Jericho et Piper, Snuka et Steamboat. Flair soutiendrait les légendes dans le coin en tant que manager. Jericho accepte, mais juste après agresse Ric Flair jusqu'à le faire saigner et casse le bracelet que Shawn Michaels lui avait offert après sa retraite.

### JBL contre Rey Mysterio
Le 9 mars 2009, JBL s'empare du Intercontinental Championship en battant CM Punk. Il doit défendre son titre à WrestleMania, mais CM Punk devant déjà participer au Money In The Bank, il fallut trouver un challenger numéro 1. Rey Mysterio gagna son match de championnat pour le titre intercontinental en battant Dolph Ziggler le 16 mars. Par la suite, Mysterio bat William Regal qui était soutenu par JBL, puis JBL lui-même en match sans titre.

## Matchs
| #                                                                | Résultats | Stipulations | Commentaires | Durée |
| ---------------------------------------------------------------- | --- | --- | --- | ----- |
| Dark Match                                                       | The Colóns (Carlito et Primo) (c) bat John Morrison et The Miz (c)                                                                                             | Tag Team Lumberjack Match pour les Championnats Unifiés par équipe de la WWE                                     | - Non diffusé à la télévision, le match était visible en direct sur le site officiel de la WWE. - Primo a porté un Backstabber sur Morrison pour remporter les titres. - The Colóns devinrent ainsi les premiers Champions Unifiés par équipe de l'histoire | 8:02  |
| 1                                                                | CM Punk bat Finlay, Christian, Kane, Shelton Benjamin, MVP, Mark Henry et Kofi Kingston pour remporter le Money in the Bank pour la deuxième fois consécutive. | Money In The Bank Ladder Match                                                                                   | - Le décrochage final s'est joué entre CM Punk et Kane, qui est tombé à la suite de coups de pied de Punk. - À un moment du match, Hornswoggle est monté sur le ring avec une petite échelle et a sauté sur les catcheurs. - Shelton Benjamin a effectué un salto du haut d'une échelle. - CM Punk est devenu le premier homme à remporter le Money in the Bank à deux reprises | 14:32 |
| 2                                                                | Santina remporte une bataille royale à 25 Divas | Bataille royale                                                                                                  | - Santina a remporté le match en éliminant Beth Phoenix, alors qu'elle était occupée à sortir du ring Melina. - Santina est en fait Santino Marella, déguisé en sa prétendue sœur jumelle. - Beth Phoenix a éliminé au total douze adversaires, soit plus de la moitié des participantes de la bataille royale. - Mae Young assistait au match en tant qu'invitée spéciale. | 07:25 |
| 3                                                                | Chris Jericho bat Jimmy Snuka, Ricky Steamboat et Roddy Piper (accompagnés de Ric Flair)                                                                       | Handicap Elimination Match                                                                                       | - Jericho a éliminé d'abord Snuka avec son Walls of Jericho, puis Piper avec un Enzuigiri, et enfin Steamboat avec un Codebreaker. - Après le match Chris Jericho a également porté un Codebreaker a Ric Flair - Après le match, Y2J a provoqué Mickey Rourke. Ce dernier a répondu en mettant K.O Jericho d'un crochet du gauche. | 08:33 |
| 4                                                                | Matt Hardy bat Jeff Hardy | Extreme Rules Match                                                                                              | - Jeff a voulu conclure le combat avec un Leg drop depuis une immense échelle, mais Matt s'est dégagé puis a porté son Twist of Fate à travers une chaise. - Pendant le match, Jeff a placé son frère entre deux tables puis a porté un Splash. | 13:38 |
| 5                                                                | Rey Mysterio bat JBL (c) | Match simple pour le Championnat Intercontinental de la WWE                                                      | - JBL a porté un Big Boot sur Mysterio avant que la cloche sonne. - Ce match fut l'un des plus courts de l'histoire de WrestleMania : il a juste suffi d'un 619 et d'un saut depuis la troisième corde à Rey Mysterio pour remporter son premier titre intercontinental. - Après sa défaite, JBL a annoncé qu'il prenait sa retraite. - Rey Mysterio est devenu le 21e Triple Crown Champion en obtenant le titre intercontinental. | 00:21 |
| 6                                                                | The Undertaker bat Shawn Michaels | Match simple Mettant en jeu la série d'invincibilité de 16 victoires 0 défaites de The Undertaker à WrestleMania | - Le match avait pour objectif de mettre fin à la série d'invincibilité de l'Undertaker à WrestleMania. - Chaque catcheur a réussi à se défaire des prises de finition de son adversaire. Shawn Michaels a résisté à un Last Ride, un Chokeslam, un Hell's Gate et un Tombstone Piledriver. The Undertaker, quant à lui, a résisté à un Diving elbow drop et deux Sweet Chin Music. - Shawn Michaels a tenté de gagner par décompte extérieur, mais l'Undertaker est parvenu à remonter sur le ring juste avant le dernier compte de 10. - Shawn Michaels a été vaincu par tombé après un second Tombstone Piledriver. Shawn Michaels a tenté un Moonsault Attack mais l'Undertaker l'a intercepté pour lui porter un second Tombstone Piledriver et remporter le match. - Ce match a amené la série d'invincibilité de l'Undertaker à 17-0 - Élu Match de l'année 2009 aux Slammy Awards - Élu Match de l'année 2009 par Pro Wrestling Illustrated - Élu Match de l'année 2009 par Wrestling Observer Newsletter | 30:44 |
| 7                                                                | John Cena bat Edge (c) et Big Show | Triple threat match pour le Championnat du monde poids lourds de la WWE                                          | - Avant l'arrivée de John Cena, plus de 100 personnes habillées en John Cena avec le maillot et la casquette sont venues avec l'ancien thème de John Cena. - John Cena a gagné en portant un Attitude Adjustement au Big Show et à Edge. - À noter que l'Attitude Adjustement pour Big Show et Edge ne s'est pas effectué en même temps (d'abord Big Show et ensuite Edge) - John Cena devient ainsi le nouveau Champion du monde poids lourds et ramène le titre à RAW . | 14:33 |
| 8                                                                | Triple H (c) bat Randy Orton | Match simple pour le Championnat de la WWE                                                                       | - Le match avait à peine commencé qu'ils s'étaient déjà portés chacun leur finisher : le Pedigree pour Triple H et le RKO pour Randy Orton - Alors que Randy Orton profitait que l'arbitre soit assommé pour s'emparer d'un Sledgehammer afin d'attaquer Triple H avec, ce dernier l'a attaqué, s'en est emparé, lui a donné un coup avec, l'a roué de coups de poing, lui a un fait un Pedigree et a fait le tombé. - Quand Randy Orton revenait avec le Sledgehammer, Triple H a porté le Punt Kick sur Orton, le 2d finisher de ce dernier, qu'il avait porté à Vince McMahon, le beau-père de Triple H et président de la WWE, à Shane McMahon, son beau-frère et à Stephanie McMahon-Levesque, sa femme. - Triple H conserve son titre de Champion de la WWE ce qui permet au titre de rester à Smackdown. | 24:35 |
| (c) désigne le(s) champion(s) défendant son titre dans le match. | | | |       |

### Résultats détaillés de la Bataille Royale de Divas à 25
Le rouge ██ et le texte "RAW" indique une diva de RAW, le bleu ██ et "SD" indique une diva de WWE SmackDown, et le gris ██ et "ECW" indique une diva de la ECW, et le blanc indique une invitée exceptionnelle.

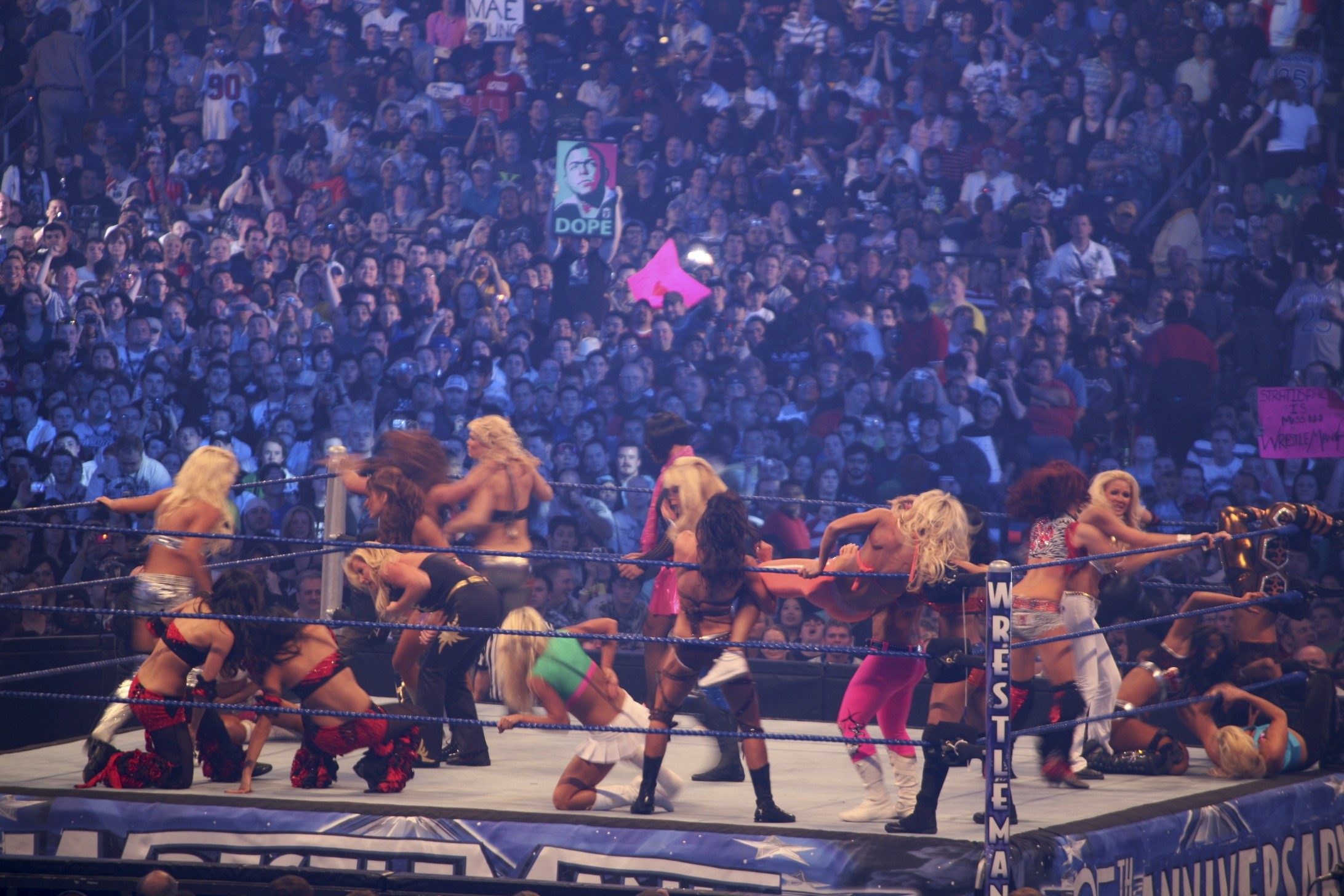
La bataille royale de divas.

| Diva               | Division | Éliminée | Par                                     | Nomb. d'éli. |
| ------------------ | -------- | -------- | --------------------------------------- | ------------ |
| Alicia Fox         | ECW      | 4        | Bella Twins                             | 0            |
| Beth Phoenix       | RAW      | 24       | Santina                                 | 12           |
| Brie Bella         | SD       | 19       | Beth Phoenix                            | 6            |
| Eve Torres         | SD       | 11       | Beth Phoenix                            | 1            |
| Gail Kim           | SD       | 9        | Auto-élimination                        | 1            |
| Jillian Hall       | RAW      | 10       | Gail Kim                                | 0            |
| Joy Giovanni       | -        | 2        | Eve Torres, Bella Twins et Mickie James | 0            |
| Katie Lea Burchill | ECW      | 16       | Beth Phoenix                            | 0            |
| Kelly Kelly        | RAW      | 13       | Beth Phoenix                            | 0            |
| Layla              | RAW      | 1        | Bella Twins                             | 0            |
| Maria              | SD       | 8        | Victoria                                | 0            |
| Maryse             | SD       | 15       | Beth Phoenix                            | 0            |
| Melina             | RAW      | 23       | Beth Phoenix                            | 0            |
| Michelle McCool    | SD       | 21       | Mickie James                            | 1            |
| Mickie James       | RAW      | 22       | Michelle McCool                         | 1            |
| Miss Jackie        | -        | 7        | Bella Twins                             | 0            |
| Molly Holly        | -        | 14       | Beth Phoenix                            | 0            |
| Natalya            | SD       | 17       | Beth Phoenix                            | 0            |
| Nikki Bella        | SD       | 20       | Beth Phoenix                            | 6            |
| Rosa Mendes        | RAW      | 3        | Bella Twins                             | 0            |
| Santina            | RAW      | -        | Gagnante                                | 1            |
| Sunny              | -        | 5        | Beth Phoenix                            | 0            |
| Tiffany            | ECW      | 12       | Beth Phoenix                            | 0            |
| Torrie Wilson      | -        | 6        | Beth Phoenix                            | 0            |
| Victoria           | -        | 18       | Bella Twins                             | 1            |

### Conséquences

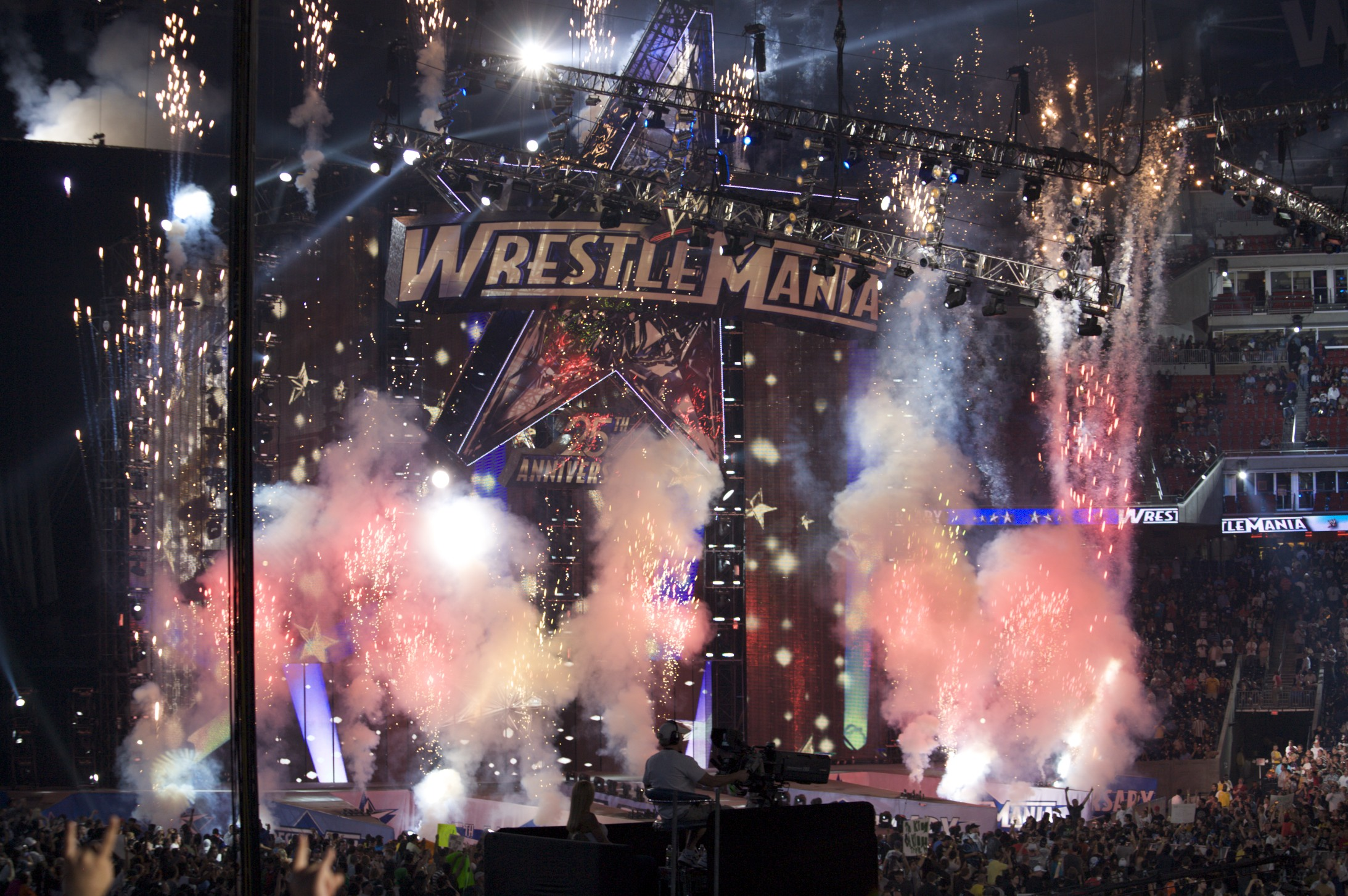
Une affluence record au Reliant Stadium pour ce WrestleMania

La rivalité entre Triple H et Randy Orton a continué après WrestleMania lorsque les deux hommes se rencontrent dans un Six-men Tag Team Match à Backlash. Le match opposerait Triple H, Shane McMahon et Vince McMahon contre The Legacy (Orton avec ses protégés, Ted DiBiase et Cody Rhodes). Vince dans le match fut plus tard remplacé par un retour de Batista. La rivalité a continué par la suite à The Bash lors d'un Three Stages of Hell Match, remporté par Randy Orton.
Durant l'épisode de RAW  suivant WrestleMania, Vickie Guerrero annonce qu'elle quitte son rôle de General Manager de Smackdown pour devenir celui de RAW. Guerrero a annoncé que Cena affrontera Edge pour le titre du monde poids-lourds à Backlash dans un Last Man Standing match.
La rivalité entre les frères Jeff et Matt Hardy conduit à des attaques entre les deux lors de l'épisode de Smackdown suivant WrestleMania. Nouvellement nommé General Manager de Smackdown, Theodore Long annonce alors un match entre les deux à Backlash dans un I Quit Match : le perdant devra quitter la WWE.
CM Punk, le vainqueur du Money in the Bank est drafté à Smackdown. Il remporte le World Heavyweight Championship contre Jeff Hardy après que celui-ci ait battu Edge dans un Ladder match pour le titre à Extreme Rules 2009.

### Réception
WrestleMania XXV a reçu des critiques mitigées provenant de diverses sources. Gordon Holmes a critiqué la 25-Divas Battle Royal comme étant mauvais.
Le main-event a reçu 7 sur 10, le match opposant Shawn Michaels vs Undertaker a reçu 10 sur 10 et dans l'ensemble, le show a eu 7.5 sur 10.
Le match entre Randy Orton et Triple H a été généralement considéré par les critiques comme décevant pour un main-event de WrestleMania.
Les tickets pour l'événement ont commencé à être vendu le 8 novembre 2008. Pour la troisième année consécutive, WrestleMania a battu le record du plus gros succès économique des pay-per-view avec 6,9 millions de $ de recette. WrestleMania XXV a fait un chiffre d'affaires de 21 millions de $,. L'événement a fait gagner environ 49,8 millions de dollars dans l'économie locale et a généré 5,7 millions de dollars de recettes fiscales locales, soit 600 emplois à temps plein dans la région,. 72 744 personnes se sont déplacés pour assister au spectacle.